# OGLE-2005-BLG-071Lb

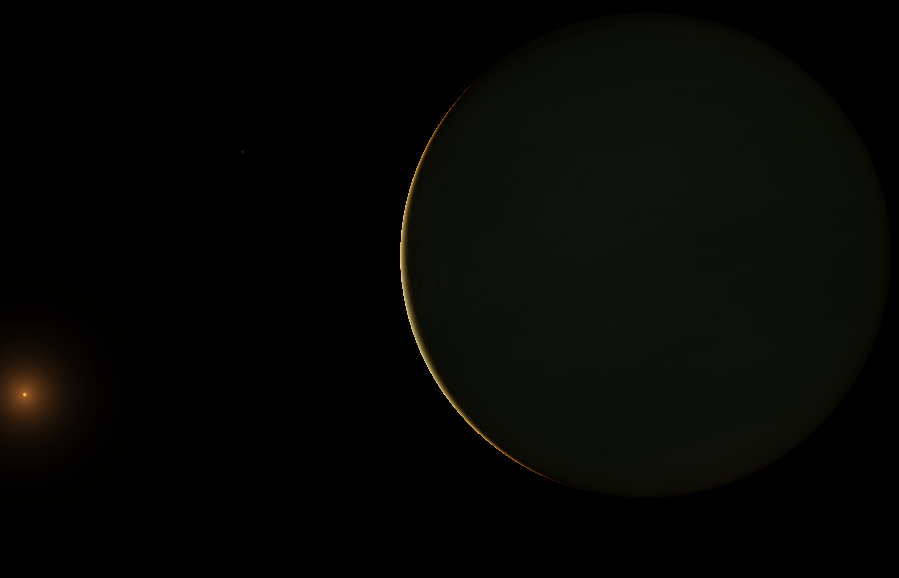

OGLE-2005-BLG-071Lb는 OGLE 연구를 통해 발견된 외계 행성이다. 2005년 미시 중력 렌즈법을 통해 이 행성의 존재를 밝혀냈다. 가장 적합한 모형에 따르면 이 행성의 질량은 대략 목성의 약 3.5배이며 항성과의 거리는 약 3.6 천문단위일 것이다. 이 거리에서 행성의 표면 온도는 약 50 켈빈 정도로 해왕성과 비슷하다. 그러나 목성질량의 약 3.3배, 항성과의 거리 2.1 천문단위를 가정한 또 다른 모형도 있다. 현재 OGLE-2005-BLG-071Lb는 적색 왜성 주위를 도는 행성 중 가장 무거울 가능성이 크다.

## 같이 보기
- 광학 중력 렌즈 실험